# Спинола, Лука (1477)
Лука Спинола (итал. Luca Spinola; Генуя, 1477 — Генуя, 1552) — дож Генуэзской республики.

## Биография
Родился в Генуе около 1489 года в семье Баттисты Спинолы (тёзки бывшего дожа) и Франчески Гримальди. С юности посвятил себя военной службе и прославился среди генуэзцев за участие в героической защите на посту мэра Сан-Ремо от турецкого десанта. Позднее он стал одним из "отцов города" и главой муниципалитета Генуи.
Лука был избран дожем 4 января 1551 года и оставался на этом посту до 4 января 1553 года. Среди его мероприятий на посту дожа следует отметить наем войск со всей Италии для обороны и обеспечения безопасности Республики, покупку за 5000 лир генуэзских лачуг в древних кварталах Маддалена, Сан-Франческо-ди-Кастеллетто и Фонтане-Марозе, и последующую их продажу богатым дворянским семьям, которые со временем построили там роскошные особняки. Кроме того, в эти два года он начал строительство базилики Санта-Мария-Ассунта в Кариньяно, спроектированной Галеаццо Алесси.
После окончания мандата Лука работал прокурором Республики и выполнял ряд других государственных обязанностей, в том числе представлял Геную на переговорах в Риме и Франции. В 1566 году он был ранен при попытке убийства, организованной Джованни Стефано Леркари, сына будущего дожа Джованни Баттиста Леркари (якобы в отместку за оскорбления, высказанные Спинолой в адрес отца Джованни Стефано). В этом нападении, очевидно, по ошибке, наемные убийцы убили другого бывшего дожа, Аугустино Пинелло Ардименти.
После его смерти в Генуе в 1579 году, Лука Спинола, согласно завещанию. был похоронен в гробнице семьи Спинола в церкви Санта-Катарина, в алтаре в честь святого Бенедикта.